# 会鸟属
会鸟属（学名：Sapeornis）是鸟翼类恐龙的一个单型属，生存于距今约1.25至1.2亿的早白垩世巴列姆期至早阿普第期。属下包括单一物种朝阳会鸟（Sapeornis chaoyangensis）。